# João Soares de Sousa
João Soares de Sousa (Vila do Porto, c. 1493 — Vila do Porto, 2 de janeiro de 1571) foi o 3.º capitão do donatário da ilha de Santa Maria, sucedendo no cargo a seu pai João Soares de Albergaria, falecido em 1499. Como João Soares de Sousa tinha apenas 6 anos de idade quando seu pai faleceu, ficou a governar a ilha de Santa Maria, como lugar-tenente durante a sua menoridade, João de Marvão, escudeiro da Casa Real e almoxarife em Vila do Porto. Terá iniciado a sua governação por volta de 1522, mantendo-se no cargo até 1571, ano em que faleceu com mais de 78 anos de idade. O cargo de capitão foi-lhe confirmado por Carta-régia datada de 13 de março de 1527.

## Biografia
João Soares de Sousa foi filho de João Soares de Albergaria e de Branca de Sousa Falcão, tendo nascido em Vila do Porto, por volta de 1493. Este 3.º capitão-do-donatário de Santa Maria foi assim o primeiro de seus capitães a nascer na ilha.
João Soares de Sousa foi muito entendido na arte náutica, sendo homem de "elevada estatura, trigueiro, forte e animoso, bom fidalgo e muito caritativo". Arrendou as suas vastas terras de forma a mitigar a pobreza que já então existia na ilha, havendo registo de ter perdoado rendas e dívidas, não exigindo pagamento fixo da utilização dos moinhos da ilha, já que sendo prerrogativa do capitão do donatário a posse de todos os moinhos existentes na capitania, deixava que cada um lhe pagasse o que queria e nunca mandou citar por dívida. Em certo ano em que as colheitas falharam e a fome grassava na ilha, deixou que os necessitados pudessem ir aos seus rebanhos buscar ovelhas, apenas exigindo que lhe dessem as peles e a lã.
Logo no começo de seu governo veio a Santa Maria João de Aveiro, um escrivão de São Miguel, a mando do corregedor, António de Macedo, a fim de detê-lo devido a uma sentença dada contra ele. Acredita-se que terá mesmo seguido preso para Lisboa onde, apelando, recuperou a liberdade e regressou. (FERREIRA, s.d.:94) Em 12 de Julho de 1517 vendeu a Henrique de Bettencourt os direitos relativos às saboarias de São Miguel (op. cit., p. 90).
João Soares de Sousa desposou Guiomar da Cunha da Ilha, filha de Francisco da Cunha, um primo do vice-rei da Índia D. Afonso de Albuquerque, e de Brites da Câmara, neta de João Gonçalves Zarco, o 1º capitão do donatário no Funchal.
Falecida a primeira esposa, desposou Jordoa Faleiro, filha de Fernão Vaz Faleiro, tabelião em Vila do Porto, e de D. Filipa de Resendes. Falecida esta, desposou em terceiras núpcias Maria de Andrade, filha de Nuno Fernandes Velho, o senhor do vínculo de Larache.
De seus três casamentos, João Soares de Sousa teve vinte e quatro filhos. Do primeiro casamento nasceram Pedro Soares de Sousa, que sucedeu ao seu pai no governo da capitania; Manuel de Sousa, do qual se diz ter matado um homem e fugido para combater na França e na Itália e no cerco de Tunes às ordens do imperador Carlos V, e que viria a falecer em Santa Maria, após 35 anos de ausência, em combate contra corsários franceses que incendiaram Vila do Porto; Rui de Sousa, que morreu em combate na Índia; e André de Sousa que casou com Mécia de Lemos, irmã do mariense D. Luís de Figueiredo de Lemos, que foi bispo da Diocese do Funchal. Do segundo casamento nasceram Gonçalo Velho, que morreu no mar, e Álvaro de Sousa, que veio a desposar D. Isabel, filha de Amador Vaz Faleiro. Deste casamento, por sua vez nasceu D. Jordoa de Sousa Faleiro, que veio a ser desposada por Fernão de Andrade Velho, e que foi levada cativa para Argel quando do ataque de piratas da Barbária em 1616.
João Soares de Sousa está sepultado na capela-mor da Igreja Matriz de Nossa Senhora da Assunção, em Vila do Porto, junto à porta da sacristia.

## A casa do 3º Capitão do Donatário em Vila do Porto
Na Rua de Frei Gonçalo Velho, em Vila do Porto, existem as ruínas da casa onde a tradição diz que viveu o Capitão Soares de Sousa, curiosas pela desigualdade existente entre as cinco portadas que lhe davam acesso. Em 1924, aquando da visita dos intelectuais aos Açores, o escultor António Teixeira Lopes desenhou essas portadas. O imóvel foi classificado como Imóvel de Interesse Público pelo Decreto n.º 44 452, de 5 de Julho de 1962, classificação consumida pela sua inclusão no conjunto classificado da Zona Classificada de Vila do Porto, pelo Decreto Legislativo Regional n.º 22/92/A, de 21 de outubro.